# Adventssonntag

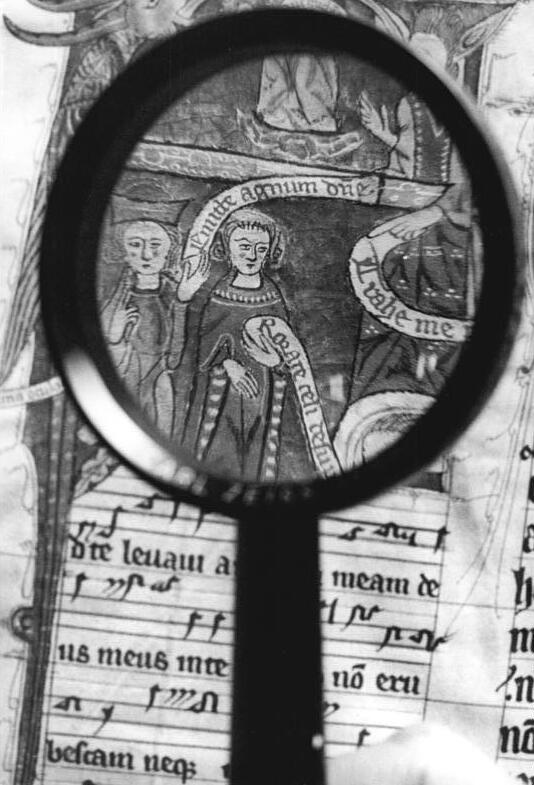
Introitus zum 1. Adventssonntag: Ad te levavi

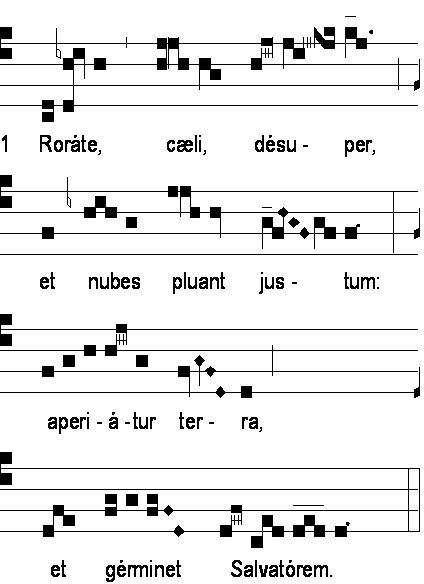
Introitus zum 4. Adventssonntag

Mit der Vesper am Vorabend des ersten Sonntages im Advent (in Österreich Erster Adventsonntag) beginnt die Adventszeit und zugleich in den katholischen und evangelischen Kirchen das neue Kirchenjahr. Die Adventszeit endet am Heiligen Abend mit der ersten Vesper von Weihnachten. Die Adventszeit in der Westkirche dauert, je nachdem, wann sie beginnt, 22 bis 28 Tage und hat vier Sonntage. Der im Erzbistum Mailand gebräuchliche ambrosianische Ritus und der mozarabische Ritus, in denen der Advent am Sonntag nach dem Martinstag beginnt, haben hingegen sechs Adventssonntage. Auch in den Ostkirchen dauert die Adventszeit – hier Weihnachtsfasten genannt – sechs Wochen.

## Name, Introitus, liturgische Farbe
Die Sonntage im Advent werden sowohl in der katholischen als auch in der evangelischen Kirche in Deutschland vom ersten bis zum vierten Sonntag durchgezählt. Traditionell wurden sie früher nach den Anfangsworten des Introitus, des Eingangsgesangs der heiligen Messe benannt. In der katholischen Liturgie ist davon die lateinische Bezeichnung des dritten Adventssonntags (Gaudete) gebräuchlich geblieben, im Evangelischen Gesangbuch sind keine lateinischen Namen angegeben, die evangelische Liturgie feiert am vierten Advent den freudigen Charakter (Gaudete).

### 1. Sonntag im Advent (1. Advent)
Am Vorabend des 1. Sonntags im Advent beginnt das Kirchenjahr.
Katholisch: Ad te levavi (Ad te levavi animam meam: „Zu dir erhebe ich meine Seele“, Ps 25,1 )
Evangelisch: Siehe, dein König kommt zu dir, ein Gerechter und ein Helfer. (Sach 9,9 )
Liturgische Farbe: violett

### 2. Sonntag im Advent (2. Advent)
Katholisch: Populus Sion (Populus Sion, ecce Dominus veniet ad salvandas gentes: „Volk von Zion, siehe, der Herr wird kommen, zu retten die Völker.“, (Jes 30,19.30 ))
Evangelisch: Seht auf und erhebt eure Häupter, weil sich eure Erlösung naht, Lk 21,28 
Liturgische Farbe: violett

### 3. Sonntag im Advent (3. Advent)
Katholisch: Gaudete (Gaudete in Domino semper: „Freut euch im Herrn allezeit“, Phil 4,4 )
Evangelisch: Bereitet dem Herrn den Weg, denn siehe, der Herr kommt gewaltig. (Jes 40,3.10 )
Liturgische Farbe: violett, in der katholischen Liturgie auch rosa (aufgehelltes Violett wegen des freudigen Charakters des Sonntags Gaudete)
Der Sonntag Gaudete und der Sonntag Laetare in der Fastenzeit sind die einzigen Sonntage, bei denen im Messbuch der römisch-katholischen Kirche die Benennung nach dem ersten Wort der Introitusantiphon erhalten geblieben ist.

### 4. Sonntag im Advent (4. Advent)
Katholisch: Rorate (Rorate, caeli desuper, et nubes pluant iustum: aperiatur terra, et germinet salvatorem: „Tauet, ihr Himmel, von oben, ihr Wolken, regnet den Gerechten: Es öffne sich die Erde und sprosse den Heiland hervor“, Jes 45,8 )
Evangelisch: Gaudete: Freuet euch in dem Herrn allewege, und abermals sage ich: Freuet euch! Der Herr ist nahe! (Phil 4,4–5 )
Liturgische Farbe: violett, in der evangelischen Liturgie auch rosa (aufgehelltes Violett wegen des freudigen Charakters des Sonntags Gaudete)

## Evangeliumslesungen an den vier Adventssonntagen
Im Mittelpunkt der Verkündigung an den vier Adventssonntagen stehen die Lesungen aus den Evangelien, die den Gottesdiensten eine bestimmte Thematik verleihen. Diese ist je nach Konfession unterschiedlich.
In den evangelischen Kirchen blieb am ersten Sonntag im Advent das alte stadtrömische Evangelium vom Einzug Jesu in Jerusalem erhalten. In der katholischen Liturgie korrespondiert seit der Liturgiereform von 1970 das Christkönigsfest mit dem 1. Advent; es wird begangen am Sonntag vor dem 1. Advent, dem letzten Sonntag im Kirchenjahr, und steht im Zeichen des als König wiederkommenden Christus.
|           | evangelisch (EKD)                       | evangelisch (SELK)                  | katholisch, Lesejahr A               | katholisch, Lesejahr B                 | katholisch, Lesejahr C                     | katholisch bis 1970                  |
| --------- | --------------------------------------- | ----------------------------------- | ------------------------------------ | -------------------------------------- | ------------------------------------------ | ------------------------------------ |
| 1. Advent | Einzug nach Jerusalem (Mt 21,1–11 )     | Der kommende Herr (Mt 21,1–9 )      | Wiederkunft des Herrn (Mt 24,37–44 ) | Wiederkunft des Herrn (Mk 13,33–37 )   | Wiederkunft des Herrn (Lk 21,25–28.34–36 ) | Wiederkunft des Herrn (Lk 21,25–33 ) |
| 2. Advent | Wiederkunft des Herrn (Lk 21,25–33 )    | Der kommende Erlöser (Lk 21,25–33 ) | Johannes der Täufer (Mt 3,1–12 )     | Johannes der Täufer (Mk 1,1–8 )        | Johannes der Täufer (Lk 3,1–6 )            | Johannes der Täufer (Mt 11,2–10 )    |
| 3. Advent | Johannes der Täufer (Lk 1,67–79 )       | Johannes der Täufer (Mt 11,2–10 )   | Johannes der Täufer (Mt 11,2–11 )    | Johannes der Täufer (Joh 1,6–8.19–28 ) | Johannes der Täufer (Lk 3,10–18 )          | Johannes der Täufer (Joh 1,19–28 )   |
| 4. Advent | Maria und Elisabet (Lk 1,26–38(39–56) ) | Maria (Lk 1,38–56 )                 | Verkündigung an Josef (Mt 1,18–24 )  | Verkündigung an Maria (Lk 1,26–38 )    | Maria und Elisabet (Lk 1,39–45 )           | Johannes der Täufer (Lk 3,1–6 )      |